# Rauenberg, Kraichgau
Rauenberg là một thị trấn thuộc huyện Rhein-Neckar-Kreis, bang Baden-Württemberg, Đức. Nơi đây nằm cách Heidelberg 15 km về phía nam.